# Abborrtjärnen (Floda socken, Dalarna)
Abborrtjärnen är en sjö i Gagnefs kommun i Dalarna och ingår i Norrströms huvudavrinningsområde.